# Korruptionsskandal in der Türkei 2013
Der Korruptionsskandal in der Türkei 2013 begann im Dezember 2013, als in Folge von langjährigen Ermittlungen zahlreiche Personen aus dem engsten Umfeld der türkischen Regierungspartei AKP (Adalet ve Kalkınma Partisi „Gerechtigkeits- und Entwicklungspartei“) festgenommen wurden. Unter ihnen waren die Söhne des Innen-, des Umwelt- und des Wirtschaftsministers sowie der Geschäftsführer der staatseigenen Halkbank, Süleyman Aslan. Die drei Minister reichten daraufhin ihren Rücktritt ein.

## Verlauf
Die türkische Polizei verhaftete am 17. Dezember 2013 unter anderem die Söhne des Innenministers Muammer Güler, des Wirtschaftsministers Zafer Caglayan und des Umweltministers Erdoğan Bayraktar im Zuge der Ermittlungen zu einem Korruptionsskandal. Den Betroffenen wurde vorgeworfen, groß angelegte Umgehungsgeschäfte mit der Islamischen Republik Iran abgewickelt zu haben, bei denen die Türkei iranisches Erdöl mit Gold bezahlte, um die von der EU und den USA (aufgrund des iranischen Atomprogramms) verhängten Sanktionen gegen Iran im elektronischen Geldverkehr zu vermeiden. Die Türkei konnte nach den Iran-Sanktionen ihren Import von Erdöl ohne Geschäfte mit dem Nachbarn nicht mehr decken und entschloss sich, eine Lücke im Embargo zu nutzen, nach der Goldgeschäfte mit nicht-staatlichen Institutionen in Iran weiterhin zulässig waren. Die Abwicklung übernahm zumindest teilweise die Halkbank, die zunächst den Verkaufspreis des Erdöls auf iranischen Konten gutschrieb, (mittels des Unternehmers Reza Zarrab) den Gegenwert in Gold besorgte und Gold nach Teheran transportieren ließ. Zarrab bekam außerdem die Funktion, Schulden Irans im Ausland zu begleichen. Zwischen März 2012 und Juli 2013 soll so Gold im Wert von 13 Milliarden US-Dollar nach Iran gebracht worden sein. Ab August 2013 waren auch Goldgeschäfte mit Iran nach den internationalen Regeln illegal. Für die politische Unterstützung des Geschäfts bezogen Mittelsmänner in der Türkei, in Iran und in den Vereinigten Arabischen Emiraten Provisionen von rund 15 %, die als Schmiergelder an Politiker und Sicherheitskräfte gingen.
Insgesamt verhafteten die Behörden im Dezember 2013 84 Personen, von denen sich am 25. Dezember noch 51 in Gewahrsam befanden.
Ministerpräsident Recep Tayyip Erdoğan sprach von einer Schmutzkampagne gegen seine Regierung. Nach Meinung vieler Beobachter war Erdoğans Gegner in der Affäre der in den Vereinigten Staaten lebende Imam Fethullah Gülen mit seiner Gülen-Bewegung. Als Reaktion enthob die Regierung zahlreiche hohe Polizeibeamte, darunter den Polizeichef von Istanbul, ihres Amtes und versetzte über 400 weitere.
Am 25. Dezember reichten die Väter der drei Verhafteten ihren Rücktritt als Minister ein. In einer Presseerklärung am 25. Dezember 2013 kündigte der Ministerpräsident eine Umbildung des aktuellen Kabinetts an. Zehn Ministerposten wurden neu besetzt.
Die Regierung ließ in der Folge 500 auch ranghohe Polizisten des Amtes entheben (darunter den Polizeichef von Istanbul), offenbar, um die Ermittlungen zu erschweren oder zu stoppen. Ein türkischer Staatsanwalt beklagte am 26. Dezember, er sei daran gehindert worden, die Regierungszirkel betreffenden Korruptionsuntersuchungen auszuweiten. Er deutete auch systematischen Druck der Polizei auf die Justiz an.
Am 25. Februar 2014 wurde in den türkischen Medien ein Telefongespräch veröffentlicht, das zwischen dem türkischen Ministerpräsident Erdoğan und seinem zweiten Sohn Necmettin Bilal Erdoğan am 17. Dezember 2013 stattgefunden haben soll. Ministerpräsident Erdoğan bestritt, dieses Telefongespräch geführt zu haben und nannte es eine Fälschung. Demgegenüber waren Teile der Medien, die oppositionellen Parteien in der Türkei sowie ein Teil der Politiker der regierenden Partei zu der Überzeugung gelangt, dass das Telefongespräch echt sei. In diesem Telefongespräch weist Erdogan seinen Sohn an, Gelder (in Höhe von mehreren Millionen US-Dollar) so schnell wie möglich aus dem Haus zu schaffen.
Die Anklagen wurden durch die Gerichte schließlich abgewiesen und der Skandal von der türkischen Regierung als verkappter Staatsstreich dargestellt.

## Juristische Aufarbeitung von etwaigen Sanktionsumgehungen in den USA

### Hintergrund
Wegen des iranischen Atomprogramms ließ US-Präsident Barack Obama in den Jahren 2010 und im Januar 2016 Sanktionen gegen Iran verhängen. Auch die EU erließ im Januar 2012 Sanktionen wegen des Atomprogramms gegen Iran. Von der EU und den USA wurden außerdem alle nicht-iranischen Unternehmen sanktioniert, die der iranischen Regierung direkt oder indirekt durch Geschäfte helfen, die Sanktionen zu umgehen.
Nachdem Reza Zarrab im März 2016 in den USA verhaftet worden war und er als Kronzeuge gegenüber dem FBI ausgesagt hatte, lag die Höhe des für Iran gewaschenen Geldes laut Ermittlungsergebnissen des FBI bei rund 20 Milliarden US-Dollar.

### Versuche politischer Einmischung in Ermittlungen
Um die Ermittlungen des FBI zu stoppen, kontaktierte Erdogan US-Präsident Obama, der wiederum angab, die Ermittlungen wegen der Gewaltenteilung nicht einstellen zu können.
Nachdem Donald Trump US-Präsident wurde, sprach Erdoğan die laufenden Ermittlungen (laut Aussage von John Bolton) bei beinahe jedem Treffen mit Trump an. Rudy Giuliani, ein Berater des US-Präsidenten, wurde ausgewählt, sich der Causa anzunehmen und reiste daher zu Gesprächen zu Erdogan in die Türkei. Der US-amerikanische Staatsanwalt Preet Bharara, der das Ermittlungsverfahren bis dahin geleitet hatte, wurde schließlich auf Trumps Anweisung hin von dem Fall abgezogen. Der Nachfolger Geoffrey Berman ließ die Ermittlungen jedoch auch nicht einstellen.
Nach Recherchen der New York Times finanzierten Erdogans Regierung und die Halkbank zwischen 2017 und 2019 eine Lobbykampagne, für die sie der Lobbyfirma Ballard mindestens 4,6 Millionen US-Dollar überwiesen. Laut einem Bericht des Sonderermittlers Robert Mueller bot die türkische Regierung der US-amerikanischen Regierung außerdem 15 Millionen Dollar für die Auslieferung von Fethullah Gülen an.

### Prozess
Der Prozessbeginn war für März 2021 vorgesehen.

### Rezeption
Laut Beobachtern droht der Halkbank bei einer Verurteilung im schlimmsten Fall eine Strafe von bis zu 20 Milliarden Dollar oder der Ausschluss aus dem internationalen Bankensystem SWIFT, was einer Geschäftsunfähigkeit gleichkäme. Daraus würde folgen, dass hunderttausende Anleger und Investoren in der Türkei ihr Erspartes verlieren und der Wirtschaft der Türkei nach einem prognostizierten erneuten Absturz der türkischen Lira ein Kollaps der Finanzindustrie bevorstände.
Obwohl Erdoğan in den USA rechtlich nicht belangt werden kann, da er als Präsident der Republik Türkei politische Immunität genießt, könnte vor Gericht in New York dennoch die Frage erörtert werden, ob er in den Sanktionsbruch verstrickt war und sich selbst bereicherte.